# Просењицка Лхота
Просењицка Лхота (чеш. Prosenická Lhota) је насељено мјесто са административним статусом сеоске општине (чеш. obec) у округу Прибрам, у Средњочешком крају, Чешка Република.

## Становништво
Према подацима о броју становника из 2014. године насеље је имало 485 становника.